# 2052
2052 م هي سنة كبيسة تبدأ يوم الأحد حسب التقويم الغريغوري

## أحداث متوقعة
- 30 مارس - سيكون هناك كسوف كلي للشمس، يبدأ على جزر لاين وسيمر على المكسيك ويكون مركز الكسوف عند دلتا المسيسيبي، وسوف يستمر بعد ذلك على جورجيا وسافانا.[1][2]